# 鈴木雅之 (演出家)
鈴木雅之（1958年9月6日—），日本資深男性演出家。富士電視台役員待遇編成局製作中心第一製片室總導演。
出身於東京都練馬區上石神井。日活藝術學院畢業。

## 人物簡介
1979年畢業於日活藝術學院後。曾在TELEPACK、共同電視等製作公司上班，在這期間他在若松節朗和福本義人等人負責演出助理的工作。直到1994年12月從共同電視的旗下製片公司Basis加入富士電視台。1999年以電影《麻辣教師GTO》成為負責導演的處女作。
2018年4月30日，擔任第一製片室總導演。第一製片室室長由鈴木吉弘繼任。

## 受獎歷
1994年
- 第3回日劇學院獎 導演獎（與星田良子共同）（《29歲的聖誕節》）

1995年
- 第5回日劇學院獎 導演獎（與河野圭太共同）（《奇蹟餐廳》）
- 第7回日劇學院獎 導演獎（與中江功、臼井裕詞、石理江子共同）（《戀愛尚未開始》）

1996年
- 第11回日劇學院獎 導演獎（與石坂理江子共同）（《是誰造成今日的我》）

2014年
- 第82回日劇學院獎 導演獎（《HERO》）

## 執導作品

### 電視劇
- 我的妹妹急速上昇（日语：オレの妹急上昇）（1987年）
- 我想要你（日语：あなたが欲しい (テレビドラマ)）（1989年）
- （1989年）
- 奇怪的事件（日语：奇妙な出来事）（1989年－1990年）
- 夢中情人（日语：いつも誰かに恋してるッ）（1990年）
- 世界奇妙物語（1990年－2013年）
  - 秋之特別篇
  - 冬之特別篇「大預言」
  - 「家族肖像」
  - 春の特別編
  - ｢目擊者｣
  - 秋之特別篇「新聞大叔」
  - 春之特別篇「奇遇」
  - 「不幸的傳說」
  - 冬之特別篇「妄想特急」
  - 冬之特別篇「言語戰爭」
  - 秋之特別篇
  - 冬之特別篇
  - 秋之特別篇「公園出道」
  - 春之特別篇
  - 春之特別篇
  - 春之特別篇
  - 秋之特別篇
  - 秋之特別篇
  - 春之特別篇
- 同屋三分親（日语：いつか誰かと朝帰りッ）（1990年）
- 新OL三人旅行（日语：OL三人旅シリーズ）2（1991年）
- （1992年）
- 大人不知道的事（日语：大人は判ってくれない (テレビドラマ)）（1992年）
- 白鳥麗子是也！（日语：白鳥麗子でございます!）（1993年，首席導演）
- 29歲的聖誕節（日语：29歳のクリスマス）（1994年，首席導演）
- 熱力十七歲（1994年，首席導演）
- 奇蹟餐廳（1995年，首席導演）
- 戀愛尚未開始（日语：まだ恋は始まらない）（1995年，首席導演）
- 長假（1996年）
- 是誰造成今日的我（日语：こんな私に誰がした）（1996年，首席導演）
- 三號桌的客人（日语：3番テーブルの客）（1997年）
- 成田離婚（1997年，首席導演）
- 別叫我總理（1997年，首席導演）
- 親愛的爸爸（日语：世界で一番パパが好き）（1998年，首席導演）
- 庶務二課（1998年－2002年、2013年，首席導演）
- 古畑任三郎（1999年）
  - 第26回「古任三郎 vs SMAP」
  - 第27回「黑岩博士的恐怖」
  - 第29回「這個男人，那麼忙啊」
- HERO（2001年、2014年，首席導演）
- 愛上大明星（日语：スタアの恋）（2001年，首席導演）
- 熱烈的中華飯店（2003年，首席導演）
- 太閤記 被稱為猴子的男人（日语：太閤記 サルと呼ばれた男）（2003年）
- 德川綱吉 被稱作狗的男人（日语：徳川綱吉 イヌと呼ばれた男）（2004年）
- 為愛向錢衝（2005年，首席導演）
- 真實的恐怖故事（2005年）
  - 「靈異照片」
- （2006年，首席導演）
- 改變藝能界的男人（日语：ザ・ヒットパレード〜芸能界を変えた男・渡辺晋物語〜）（2006年）
- 向井千秋 宇宙追夢人（2006年）
- 鹿男（2008年，首席導演）
- 結婚萬歲（2009年，首席導演）
- 求婚兄弟 ～長幼有序男人結婚的方法～（日语：プロポーズ兄弟〜生まれ順別 男が結婚する方法〜）（2011年）
- 東野圭吾 懸疑故事（2012年）[注 1]
- PRICELESS人生無價（2012年，首席導演）
- 少爺（2016年）[5]
- （2017年）
- X光室的奇蹟 ～放射科的診斷報告～（2019年、2021年）
- 前男友的遺書（2022年）
- ONE DAY（2023年）
- 解謊偵探少女（2024年）

### 電影
- 麻辣教師GTO 電影版（1999年）
- 世界奇妙物語 電影特別篇（2000年）「攜帶忠臣藏」（監修、演出）
- NIN×NIN 忍者哈特利 THE MOVIE（2004年）
- HERO（2007年）[6]
  - HERO 2（2015年）
- 豐臣公主（2011年）
- 本能寺大飯店（2017年）
- 假面飯店（2019年）
- 假面飯店：假面之夜（2021年）
- 劇場版 X光室的奇蹟（預計2022年4月29日公開）[7]

## 腳註

## 相關項目
- 日枝久（鈴木入社時的社長）